# 秦崇秀
秦崇秀（ジン チョンシュウ、Jin Chonshu、ピン音: Qín Chóng Xiù）は、SNK（SNKプレイモア）の対戦型格闘ゲーム『餓狼伝説』シリーズなどに登場する架空の人物。担当声優は山口勝平。

## キャラクター設定
秦崇雷の双子の弟で、6歳のときに伝染病によって両親を亡くす。父は死の間際に、秦王龍という一族の祖先について語り聞かせた。秦王龍は、始皇帝の護衛長官を務め、千騎の兵を1人で壊滅させたほどの強さを持ち、兄弟2人の中にも彼の血が流れていると言い聞かせた。両親の死後は貧困に苦しみながらも兄弟2人で力を合わせて誇り高く生きてきたが、他人に対する恨みや憎悪の気持ちも強くなっていった。14歳になったある日、近所の子供たちが自分たち兄弟を馬鹿にしていたとき、衝撃が2人を襲い、気が付くと子供たちを半死半生にしていた。直後に2人は意識を失い、2人の体は2200年前の自分たちの祖先の魂に乗っ取られた。
崇秀自身はごく普通のあどけなさが残る少年であるが、彼の中に眠るもうひとつの人格「秦海龍」が目覚めると、鬼神のごとき戦闘マシンへと豹変する。兄の崇雷にも「秦空龍」という魂が宿っている。秦空龍は秦海龍の兄で、秦の始皇帝の時代に「秦の秘伝書」を書き残したとされる秦王龍の息子の霊。彼らの魂は秦兄弟の身体を借りて現世に蘇るが、秘伝書の力なくしては長く存在できず、現世に完全体として復活するため、秦の秘伝書を探している。秦の秘伝書とは3本に分かれて記された巻物で、最強の格闘家の元に集まると言われている。『餓狼伝説3』（以下『餓狼3』と表記）では、この秘伝書を巡る闘いが繰り広げられ、最終的にギース・ハワードが3本揃えることになる。
『リアルバウト餓狼伝説スペシャル』（以下『RBS』と表記）では構えのポーズが一新されて、『リアルバウト餓狼伝説2』（以下『RB2』と表記）のエンディングではキム・カッファンの元に弟子入りして修行を積んでおり、兄の姿を思い浮かべている。
客演作品の『ネオジオバトルコロシアム』では「WAREZ」から秦の秘伝書を取り戻すために兄とともに参戦する。

## ゲーム上の特徴
『餓狼3』にて、山崎竜二や兄の崇雷と共にボスキャラクターとして初登場する。対戦成績によっては登場しない「隠しボス」であり、ゲーム中で一定の条件を満たすと、山崎を倒した後に姿を現す。崇秀のステージは龍の偶像と広大な湖に囲まれた
荘厳なステージであり、ゲーム中に流れる音楽『パンドラの箱より第1番「遭遇」』が戦いを引き立てる。
オーバースウェー動作は、兄と並んで全キャラクター中最速である。その体格上、通常技のリーチは全体的に長くはない。しかし、しゃがみ弱パンチの「しゃがみ光破殺」を初めとする弱攻撃が連射可能で、連続ヒットさせるのが容易である。ここから「帝王神足拳」につなげることで、簡単に大ダメージを与えることができる（兄の崇雷にも同様のことが言える）。他にも、隙が少ない飛び道具の「帝王天眼拳」や、無敵時間に恵まれている「帝王天耳拳」などの高性能な必殺技を持ち、プレイヤーを圧倒する強さを持つ。崇秀に到達した際にさらに条件を満たしていると、崇秀を倒した後に兄の崇雷が現れる。なお、家庭用のネオジオのメモリーカードにある『餓狼3』のデータをロードする事により、アーケード版でも使用が可能。
『リアルバウト餓狼伝説』（以下『RB』と表記）では、山崎や崇雷と同様に最初から使用可能となった。『餓狼3』で猛威を振るった必殺技は、いずれも少しずつ性能が抑えられているが、ほかのキャラクターたちと互角以上に渡り合えるだけの強さは持っている。シリーズが進むにつれて兄との技の差別化がなされていき、『RB』で追加された「帝王神眼拳」という瞬間移動技によって、ほかのキャラクターとは一線を画す戦術を立てることが可能である。

## 技の解説

### 通常投げ・特殊技
発勁龍
投げ技。相手の腹部に掌を当てて、気を放出して吹き飛ばす。
龍回頭
前転するような動作で相手に体当たりを仕掛ける。挑発を出せる間合いまで離れると技を出せなくなる。『餓狼3』では兄弟共通の技で、威力は崇雷の方が上。『RB』では2人とも削除され、『RBS』にて弟の崇秀のみに再びこの技が追加された。
光輪殺
『RB』にて追加された特殊技。踏み込みつつ、大きく弧を描くように腕を振り下ろす。しゃがみガード不可。

### 必殺技
帝王神足拳（ていおうじんそくけん）
高速で突進しつつ肘打ちを繰り出し、当たった相手を掴んで後方に投げ倒す。また、（ヒット・ガードを問わず）当てた時よりも空振りした時の方が技の隙は大きい。
帝王天眼拳（ていおうてんげんけん）
手の平を頭上に掲げてから球状の気を作り、投げつける飛び道具（技の動作は兄の方が速いが、フェイント動作は弟の方が速い）。『RBS』以降は気弾が回転するリングのような形状になっている。
帝王天耳拳（ていおうてんにけん）
両腕を広げ、回転しつつ舞い上がる。『餓狼3』では攻撃判定出現中は完全無敵。『RB』以降は単発技から複数ヒットする技に変更となった。『RBS』以降は、兄は横に攻撃判定が伸びるが、弟は垂直に飛び上がる分、真上に対して強力と、性能の差別化がさらに成された。また、弟は技のモーションも変更された。
帝王神眼拳（ていおうしんがんけん）
『RB』にて追加された。コマンドを入力するとその場で姿を消し、入力時に押したボタンに応じて、その場、相手の背後上空、自分の後方のいずれかに瞬間移動する。
帝王神眼拳鋼落
相手の背後上空に出現した後の追加入力技で、身を丸めて回転しながら相手の真上に落下していく。
帝王空殺神眼拳
『RBS』にて追加された、空中で行う「帝王神眼拳」。再出現する場所は相手の背後上空にのみとなるが、その後は通常のジャンプ攻撃を出せる。
竜灯掌
『RB2』から追加。ゆらめく炎のような気を纏った手を振り下ろすことで、相手を空中へ放り上げる。
竜灯掌・幻殺
「竜灯掌」からの追加入力技。放り上げられた相手を瞬間移動で追い、そのまま空中で乱舞攻撃を行う。

### 超必殺技（潜在能力）
帝王漏尽拳
両手を揃えて後ろに構えてから、前方へ波動を噴き出させる。攻撃判定は波動の先端にのみ存在し、当たった相手の体力を、一定の感覚で少しずつ奪っていく。なお、通常の飛び道具と相殺される。『RB』以降は、かなり小さな気弾を前方へ飛ばす飛び道具に変更され、当たった相手の体力を瞬時に奪い、攻撃力と奪える量が増大した。なお、気弾が相手に当たるか画面端に消えるまでは、崇秀本体は硬直状態となる。
『餓狼3』での潜在能力でもあるが、技を出せる位置と攻撃判定が特殊で、ある一定の間合いまで離れると技を出すことができるが、相手が何らかの手段でさらに離れない限り、必ず空振りする。
帝王空殺漏尽拳
『RBS』にて追加された。「帝王漏尽拳」を空中で出すもので、斜め下に気弾を飛ばす。相手の飛び道具をかき消すことが可能なほか、気弾の当て方次第で立ちガードを無効化することもできる。
帝王宿命拳（ていおうしゅくみょうけん）
『RB』にて追加された潜在能力。雄たけびを揚げて腕を構えてから、大きな球状の気を目の前に発生させて攻撃する。技名は兄のものと同じだが、飛び道具ではなく、崇秀が気を放出し続けてその場で停滞するようになっている。『RB』ではスウェーライン上の相手にも当たるが、攻撃発生までが遅い。動作は「帝王漏尽拳」と同じだが、『DOMINATED MIND』でのみ専用のものになっている。
帝王龍双拳
『DOMINATED MIND』の隠し潜在能力で、「帝王神足拳」で始動する突進乱舞技。フィニッシュはC攻撃コンビネーションの最後のものが使われている。
海龍照臨
『RB2』からの潜在能力。空中に浮き上がり、龍を象った気を飛ばす。

## テーマ曲
- パンドラの箱より 第1番 「遭遇」
  - 『餓狼3』、『RB』
- パンドラの箱より第3番「決断」
  - 『RBS』、『RB2』（崇雷と共通）

## 出演作品
- 餓狼伝説3
- リアルバウト餓狼伝説
- リアルバウト餓狼伝説SPECIAL
  - リアルバウト餓狼伝説スペシャル DOMINATED MIND
- リアルバウト餓狼伝説2
- ネオジオバトルコロシアム